# Morrow megye (Oregon)
Morrow megye az Amerikai Egyesült Államokban, azon belül Oregon államban található. Megyeszékhelye Heppner, legnagyobb városa Boardman. Lakosainak száma 12 186 fő (2020. április 1.).

## Szomszédos megyék
- Klickitat megye (északnyugat)
- Benton megye (észak)
- Umatilla megye (kelet)
- Grant megye (dél)
- Wheeler megye (délnyugat)
- Gilliam megye (nyugat)

## Népesség
A megye népességének változása:
| Lakosok száma | 11 200 | 11 193 | 11 259 | 11 336 | 11 190 | 12 186 |
|               | 2010   | 2011   | 2012   | 2013   | 2015   | 2020   |